# ハサンプルの戦い
ハサンプルの戦い（ハサンプルのたたかい、英語：Battle of Hassanpur）は、1720年11月15日から11月16日にかけて、インドのハサンプルにおいて、ムガル帝国の皇帝ムハンマド・シャーと帝国の権臣アブドゥッラー・ハーンの間に行われた戦闘。

## 経過
1719年9月、帝国を牛耳っていたサイイド兄弟は皇帝ラフィー・ウッダウラを殺害し、同月に新たな皇帝にムハンマド・シャーを即位させた。ムハンマド・シャーはサイイド兄弟の信任で皇帝の位を手にしたものの、それは従兄弟ファッルフシヤル以来、皇帝がサイイド兄弟の信任を得て即位しては彼らによって廃位・暗殺されるという状況の末に至ったものであった。そのため、彼が即位した西暦1719年のうちに彼を含め4人の皇帝が次々と交代する、いわゆる古代ローマの軍人皇帝時代の如き混乱状態に帝国は陥っていた。
サイイド家の傀儡であったムハンマド・シャーは自分もファッルフシヤルやラフィー・ウッダラジャート、ラフィー・ウッダウラのように、サイイド兄弟に殺されるのではないかと恐れるようになった。彼はサイイド兄弟に不満や恐れを持っていたトルコ系やイラン系の貴族たちと組み、彼ら二人を抹殺することに決めた。
トルコ系やイラン系の貴族たちは、軍務大臣フサイン・アリー・ハーンがいるファテープル・シークリーに刺客を送り、1720年10月9日にその暗殺に成功した。これが彼の治世における最初の出来事であった。フサイン・アリー・ハーンの軍は主人が暗殺されたことにより、ムハンマド・シャーに帰属した。
宰相であり財務大臣でもあったアブドゥッラー・ハーンは弟の死を知り、ムハンマド・シャーに対抗するため、同月17日に傀儡皇帝としてイブラーヒームを擁立し、軍を集めた。その後、ムハンマド・シャーも軍を率いて、アブドゥッラー・ハーンの討伐のため進軍し、 11月15日にアーグラ付近ハサンプルで交戦した（ハサンプルの戦い）。
だが、アブドゥッラー・ハーンも負ければ殺されるとわかっており必死であった。戦いは昼に始まり夕方になっても決着がつかずに夜通し続けられ、翌16日の昼に決着が着いた。
ムハンマド・シャーの軍は激戦の末に勝ち、アブドゥッラー・ハーンを捕え、サイイド兄弟の横暴はここに終わりを告げた。傀儡皇帝イブラーヒームもまた、ハサンプル付近のバーグプルで捕らえられた。
その後、1722年10月12日にムハンマド・シャーの命により、サイイド・アブドゥッラー・ハーンは毒殺された。
こうして、ムハンマド・シャーは全権を掌握したが、彼はサイイド兄弟を討つや、すぐに宰相や大臣らに帝国の運営を委ねて快楽にふけるようになった。そのため、味方した者たちの多くがこれに失望させられ、内憂外患の帝国に未来が見いだせず、衰退する帝国から独立を考えるようになった。